# Bệnh loét mũi truyền nhiễm
Bệnh loét mũi truyền nhiễm (hay bệnh Glanders, Tiếng Pháp cổ glandres; tiếng Latinh: malleus, tiếng Đức: Rotz) là một bệnh truyền nhiễm xảy ra chủ yếu ở ngựa, la và lừa. Nó có thể lây ra các động vật khác, chẳng hạn như chó, mèo, dê và con người. Người bị nhiễm loét mũi truyền nhiễm là do vi khuẩn Burkholderia mallei, thường là do ăn phải thức ăn hoặc nước bị ô nhiễm. Các dấu hiệu của bệnh loét mũi truyền nhiễm bao gồm sự hình thành các tổn thương nốt trong phổi và loét niêm mạc ở đường hô hấp trên. Các triệu chứng ban đầu là ho, sốt, mũi tiết dịch nhày, tiếp theo là nhiễm trùng huyết và tử vong trong vòng vài ngày. Ở dạng mãn tính, các nốt ở mũi và mô dưới da phát triển, cuối cùng là loét. Sinh vật nhiễm bệnh chét trong vòng vài tháng, trong khi những cá thể sống sót đóng vai trò là nguồn lây lan dịch bệnh.
Bệnh loét mũi truyền nhiễm là bệnh ở Châu Phi, Châu Á, Trung Đông và Trung và Nam Mỹ. Bệnh đã bị xóa sổ ở Bắc Mỹ, Úc và hầu hết châu Âu thông qua giám sát và tiêu diệt động vật bị ảnh hưởng và hạn chế nhập khẩu.
B. mallei có khả năng lây nhiễm cho con người, do đó được phân loại là một tác nhân gây bệnh qua động vật. Sự lây truyền xảy ra do tiếp xúc trực tiếp với động vật bị nhiễm bệnh và xâm nhập qua vết tổn thương da, bề mặt niêm mạc mũi và miệng hoặc bằng đường hô hấp.
Bệnh loét mũi truyền nhiễm đã không được báo cáo ở Hoa Kỳ kể từ năm 1945, ngoại trừ năm 2000, khi một nhà nghiên cứu trong phòng thí nghiệm của Mỹ bị phơi nhiễm do tai nạn. Đây là một bệnh đáng chú ý ở Anh, mặc dù nó đã không được báo cáo ở đó kể từ năm 1928.